# جوردان لوتيس

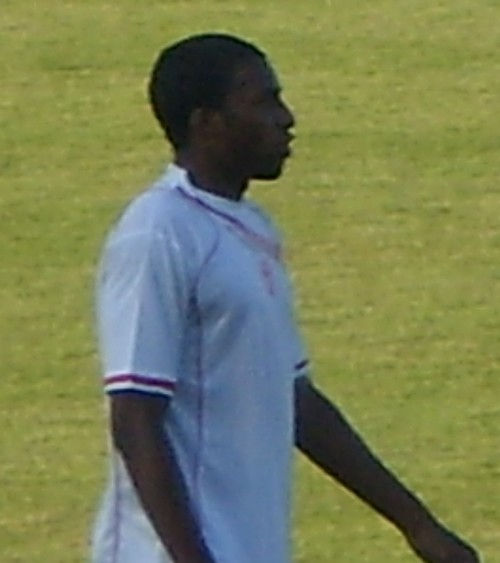

جوردان لوتيس (بالفرنسية: Jordan Lotiès)‏ (مواليد 5 أغسطس 1984 في كليمون فيراند - فرنسا) لاعب كرة قدم فرنسي يلعب حاليا لصالح نادي الدرجة الأولى نانسي الفرنسي منذ 2009 في مركز الوسط المحوري .

## روابط خارجية
- جوردان لوتيس على موقع قاعدة بيانات كرة القدم.إي يو (الإنجليزية)
- جوردان لوتيس على موقع Soccerway.com (الإنجليزية)
- جوردان لوتيس على موقع كووورة
- جوردان لوتيس على موقع AS.com (الإسبانية)